# جاست دانس ناو
جاست دانس ناو (بالإنجليزية: Just Dance Now) وتعني فقط أرقص الآن، وهي لعبة فيديو إلكترونية من نوع رقص وغناء، صدرت للمرة الأولى للهواتف الذكية التي تتوفر لمتاجر التطبيق الإلكترونية كل من أندرويد التابعة لجوجل و آي أو إس التابعة لشركة آبل الأمريكية، صدرت في المتجر الإلكتروني بتاريخ 25 سبتمبر 2014م.

## وصلات خارجية
- Official announcement
- Official Site